# 青木義朗
青木 義朗（あおき よしろう、1929年〈昭和4年〉9月20日 - 2000年〈平成12年〉9月3日）は、日本の俳優。東京府荏原郡世田ヶ谷町出身。本名は青木 義郎（読みは同じ）。

## 来歴・人物
目黒工業高等学校卒業。映画演劇研究所の一期生を経て1959年（昭和34年）にデビュー。その渋いキャラクターで幾多のテレビドラマや映画で脇役ながらも重厚な演技で存在感を示した。特に『特別機動捜査隊』では、波島進に代わる番組の顔、三船剛主任刑事として8年間にわたり出演、青木の代表作となった。杉良太郎からの信頼が厚く、杉の舞台、テレビ作品には共演者としてコンスタントに出演し続けた。
2000年（平成12年）9月3日午前1時、食道静脈瘤破裂のため死去（70歳没）。

## 出演

### 映画
- 人間の条件 第三・四部（1959年、松竹）- 曽我軍曹
- 切腹（1962年、松竹）- 川辺右馬介
- 旗本やくざ 五人のあばれ者 （1963年、東映）- 水野市十郎
- 武士道残酷物語（1963年、東映）- 家臣
- 道場破り（1964年、松竹）- 高島玄蕃
- 三匹の侍（1964年、松竹）- 大内玄馬
- 御金蔵破り（1964年、東映）- 嘉助
- 幕末残酷物語 （1964年、東映）- 原田左之助
- 姿三四郎（1965年、東宝）- 戸田雄次郎
- 牙狼之介（1966年、東映）- 車牛の平七
- 牙狼之介 地獄斬り（1967年、東映）- 一郎太
- 上意討ち 拝領妻始末（1967年、東宝）- 小宮隆蔵（奏者番）
- 嵐来たり去る （1967年、日活）- 小松川伝蔵
- 爆弾男といわれるあいつ（1967年、日活）- 滑川竜次
- 対決 （1967年、日活）- 銭山亀吉
- 七人の野獣 血の宣言 （1967年、日活）- 片山
- 血斗（1967年、日活）- 山岡虎太
- 十一人の侍（1967年、東映）- 保科久之進
- 無頼より 大幹部（1968年、日活）- 上野
- わが命の唄 艶歌（1968年、日活）- 雨宮
- あゝひめゆりの塔 （1968年、日活）- 岡本栄一
- 昭和のいのち（1968年、日活）- 吉川猛
- 無頼 黒匕首（1968年、日活）- 安本英健
- 代紋 男で死にたい（1969年、日活）- 野中鉄太郎
- さくら盃 義兄弟（1969年、日活）- 源七
- 前科 仮釈放（1969年、日活）- 大柴天次
- 前科 ドス嵐（1969年、日活）- 安西道明
- 大幹部 殴り込み（1969年、日活）- 吉岡兼男
- 人斬り（1969年、大映）- 横川帯刀
- 昭和やくざ系図 長崎の顔（1969年、日活）- 松井邦光
- 嵐の勇者たち（1969年、日活）- 青井
- やくざの横顔（1970年、日活）- 佐川
- 斬り込み （1970年、日活）- 椿悟郎
- 鉄火場慕情（1970年、日活）- 高垣小弥太
- 花の特攻隊 あゝ戦友よ （1970年、日活）- 特攻基地飛行長
- 鮮血の記録 （1970年、日活）- 倉畑義人
- 土忍記 風の天狗 （1970年、日活）- 青地郷太夫
- 反逆のメロディー （1970年、日活）-　木原刑事
- スパルタ教育くたばれ親父（1970年、日活）- 小島
- 大幹部 ケリをつけろ（1970年、日活）- 本田
- 戦争と人間 第一部 運命の序曲 （1970年、日活）- 佐川少佐（参謀本部員）
- 激動の昭和史 軍閥 （1970年、東宝）- 辻井（参謀）
- トラ・トラ・トラ! （1970年、20世紀フォックス）- 下士官
- 野獣都市（1970年、東宝）- 丹羽
- ネオン警察 ジャックの刺青（1970年、ダイニチ映配）- 野田
- 関東流れ者（1971年、日活）- 白土（殺し屋）
- 関東幹部会（1971年、日活）- 岩崎英吉（尾沢組組長）
- 暁の挑戦（1971年、松竹）- 音吉
- 関東破門状（1971年、日活）- 西田義一（西田会会長）
- さらば掟（1971年、松竹）- 三杉
- 脱出（1972年、東宝）- 井上警部補
- 剣と花（1972年、松竹）- ドス健
- 影狩り ほえろ大砲 （1972年、東宝）- 星野修理（家老）
- 赤い鳥逃げた?（1973年、東宝）- 部長刑事
- ザ・ゴキブリ （1973年、東宝）- 伊東
- 人間革命 （1973年、東宝）- 検事
- 俺の血は他人の血（1974年、松竹）- 大橋
- ノストラダムスの大予言 （1974年、東宝） - 柏尾憲兵少佐[2]
- 宵待草（1974年、日活）- 黒木大次郎
- 潮騒 （1975年、東宝）- 日の出丸船長
- 新幹線大爆破 （1975年、東映）- 千田刑事（警察庁刑事）
- 新どぶ川学級（1976年、日活）- 清水先生
- 続・人間革命 （1976年、東宝）- 桑島検事
- 不毛地帯（1976年、東宝）- 石原司令官
- 新宿酔いどれ番地 人斬り鉄  （1977年、東映）- 西垣勝也
- 高校大パニック（1978年、日活）- 栗田信（県警特捜課長）
- 赤穂城断絶（1978年、東映）- 上田主水
- 処刑遊戯 （1979年、東映）- 岡島芳勝
- 隠密同心 大江戸捜査網（1979年、東宝）- 稲村重兵衛
- 戒厳令の夜 （1980年、東宝）- 政府高官
- 二百三高地 （1980年、東映）- 井口省吾
- 野獣死すべし （1980年、東映）- 岡田良雄（警部補）
- 戦争の犬たち（1980年、アサルトプロダクション）- 吉成
- 化石の荒野（1982年、角川映画／東映） - 野川敬造
- 人魚伝説 （1984年、ATG）- 宮本輝正（祥平の父・宮本土木の社長で町の名士）
- 零戦燃ゆ （1984年、東宝）- 小沢治三郎
- 湯殿山麓呪い村 （1984年、東映）- 相良道海
- 魔性の香り （1985年、日活）- アキラ・オタ
- 首都消矢（1987年、東宝）- 末富海将
- 撃てばかげろう（1991年、東映）- 大岩義一
- MISTY（1991年、東宝）- 佐伯宗一

### Vシネマ
- 狙撃 THE SHOOTIST（1989年、東映Vシネマ）- 花村
- ごきぶり商事痛快譚 愛の五億円ぶるーす（1991年、東北新社 ）
- 静かなるドン（1991年、ケイエスエス）
- パチンコ放浪記（1995年、ケイエスエス）
- パチンコ無宿 II 港の勝負師（ギャンブラー）弾次郎（1995年、ナック）
- サンクチュアリ（1995年、シネウェーブ）
- 武闘の帝王 完結編 （1995年、ヒーロー）- 国松連合会総長 下川徳二郎
- 修羅がゆく5 広島代理戦争 （1997年、KnacK) - 神石組組長 神石直康
- チンピラ人生 むしむしころころ（1997年、東映ビデオ）
- 侠道（おとこみち）（2000年、東映ビデオ）

### テレビドラマ
- わが家は楽し （1958年、OTV）
- 快傑黒頭巾 （1958年 - 1960年、NTV）
- 剣豪秘伝 （1960年、NET）
- 指名手配（NET）
  - 第72話「筆圧痕・前編」（1961年）
  - 第73話「筆圧痕・後編」（1961年）
- 天下を取る（1964年、NTV）
- 刑事 （1965年、CX）- 白川刑事
- 大河ドラマ （NHK）
  - 源義経 （1966年）- 石川の与七常行
  - 徳川家康 （1983年）- 毛利勝永
- 銭形平次 （CX／東映）
  - 第12話「狂った炎」（1966年）- 御厩左門次
  - 第96話「割れた鏡」（1968年）- 松永善兵衛
  - 第218話「十手の怒り」（1970年）- 阿部主水之介
- 若者たち 第16話「五月の風の中」（1966年、CX）
- 三匹の侍（CX）
  - 第4シリーズ 第6話「血と砂金」（1966年）- 成瀬隼人
  - 第4シリーズ 第13話「抜け忍非情」（1966年）- 太市
  - 第4シリーズ 第20話「京十郎祭り囃子」（1967年）- 大迫源内
  - 第5シリーズ 第3話「ゆすり」（1967年）- 柿沼源之助
  - 第5シリーズ 第22話「燃える」（1968年）- 坂井一角
  - 第5シリーズ 第25話「愛憎三猿」（1968年）- 林源馬
  - 第6シリーズ 第5話「浪人志願」（1968年）- 蝮の六造
  - 第6シリーズ 第19話「女が待っている」（1969年）- 黒岩熊五郎
  - 新三匹の侍 第2話「申の刻には獣が死ぬ」（1970年）- 丸目半蔵
- ウルトラマン 第36話「射つな! アラシ」（1967年、TBS／円谷プロ）- 防衛参謀
- 剣 第9話「檜谷の決斗」（1967年、NTV／C.A.L）
- 鞍馬天狗（1967年、MBS／松竹）- 井上馨
- 野次馬がいく　第2話「笑え!悪党」（1967年、NET /東映）
- ザ・ガードマン 第156話「宝石列車襲撃作戦」（1968年、TBS／大映テレビ）
- キイハンター （TBS／東映）
  - 第1話「裏切りのブルース」（1968年）
  - 第45話「死体置場で今晩は」（1969年）
- 風 第24話「野望の絵図」（1968年、TBS／松竹）
- 太陽野郎 第22話「いのち」（1968年、NTV / 東宝）
- お庭番（1968年、NTV／C.A.L）
- 帰って来た用心棒（NET／東映）
  - 第13話「風の泣く里」（1968年）- 内山作次郎
  - 第27話「都に来た娘」（1969年）- 新井与四郎
- 37階の男 第18話「女にサインを」（1968年、NTV／東宝、宝塚映画）
- 東京バイパス指令　第4話「拳銃の秘密」（1968年、NTV／東宝）- 早川
- 東京コンバット 第11話「五年目の休日」（1968年、CX／東宝）
- 旅がらすくれないお仙 第13話「お金なんてなにサ」（1968年、NET／東映）
- 新・日本任侠伝 第1話「灰神楽三太郎」（1969年、NET／東映）
- 特別機動捜査隊 （1969年 - 1977年、NET／東映）- 三船剛主任
- 五番目の刑事 第15話「傷だらけのタイトロープ」（1970年、NET／東映）- 影山刑事
- 大忠臣蔵 第41話「決闘 堀部安兵衛」（1971年、NET／三船プロ）- 荒巻一心斉
- 遠山の金さん捕物帳 第142話「七万石を拾った男」（1973年、NET／東映）- 昇り竜の辰三
- 子連れ狼 （NTV／ユニオン映画）
  - 第1部 第5話「刺客街道」（1973年）- 柳生備前守
  - 第2部 第8話「石蕗の花」（1974年）- 伝次
- 伝七捕物帳 （NTV／ユニオン映画）
  - 第16話 「炎のなかの兄妹」（1974年）- 浄念坊
  - 第130話 「涙にぬれた罪の花」（1976年）- 野州の新助
- 荒野の素浪人 第2シリーズ 第7話「怒号の刃」（1974年、NET／三船プロ）- 高村要之助
- おしどり右京捕物車 第21話「怒（いかる）」（1974年、ABC／松竹）- 鵜殿新兵衛
- 俺たちの勲章 第15話「孤独な殺し屋」（1975年、NTV／東宝）- 関口
- けんか安兵衛 第15話「五本の指」（1975年、KTV）- 舟次郎
- パナソニック ドラマシアター（TBS／C.A.L）
  - 水戸黄門
    - 第4部 第8話「忍び狩り -米沢-」（1973年3月12日）- 尚古堂
    - 第6部 第32話「素晴らしきかな人生 -水戸-」（1975年11月3日）- 寺門裕之介
    - 第7部
      - 第3話「人情喧嘩まんじゅう -仙台-」（1976年6月7日）- 今村善太夫
      - 第34話「日光街道日本晴れ -宇都宮・水戸-」（1977年1月10日）- 青山主水正

    - 第8部 第4話「黄門さまに似た男 -沼津-」（1977年8月8日）- 大野弥太夫
    - 第9部 第11話「過去をもつ男 -酒田-」（1978年10月16日）- 島田重兵衛
    - 第10部 第15話「京の都の悪退治 -京-」（1979年11月19日）- 兵藤伝八郎
    - 第11部 第26話「一陽来復水戸の春 -岩槻・水戸-」（1981年2月9日）- 角谷仙十郎
    - 第14部 第22話「主人を救った献上銘菓 -長岡-」（1984年3月26日）- 宇津木玄蔵
    - 第15部 第12話「偽黄門様は喧嘩医者 -小倉-」（1985年4月15日）- 犬塚内膳
    - 第16部
      - 第21話「友禅救った大芝居 -金沢-」（1986年9月15日）- 矢田伊兵衛
      - 第37話「初春献上二人彫 -日光-」（1987年1月5日）- 乾主膳

    - 第17部 第20話「颯爽! 謎の黒頭巾 -広島-」（1988年1月11日）- 坂部右京太夫
    - 第18部
      - 第9話「悪計暴いた白頭巾 -諏訪-」（1988年11月7日）- 早坂刑部
      - 第32話「飴屋の幽霊 -川崎-」（1989年4月24日）- 黒川平九郎

    - 第19部
      - 第12話「仇討ち悲願の名人芸 -一関-」（1989年12月11日）- 木暮武太夫
      - 第20話「姫が暴いた悪企み -高山-」（1990年2月12日）- 田島弾正

    - 第20部
      - 第10話「悪を裁いた仇討ち芝居 -姫路-」（1991年1月14日）- 磯村軍兵衛
      - 第34話「天誅! 謎の虚無僧 -富山-」（1991年7月1日）- 黒須主膳

    - 第21部
      - 第20話「悲願を秘めた鬼代官 -福知山-」（1992年8月17日）- 杉森大膳
      - 第29話「狙われた御用金 -高崎-」（1992年10月19日）- 室山頼母

    - 第22部
      - 第6話「嘘で悟った女房の真心 -浜松-」（1993年6月21日）- 猪塚左馬之助
      - 第31話「弥七は夫の敵! -新発田-」（1993年12月13日）- 稲森重太夫

    - 第23部
      - 第6話「姥捨は鬼の仕業 -小諸-」（1994年9月5日）- 佐山帯刀
      - 第18話「闇夜に咲いた女義賊 -米子-」（1994年12月5日）- 串木田陣内

    - 外伝 かげろう忍法帖 第10話「娘忍びを売る男 -人吉-」（1995年7月24日）- 友成嘉門
    - 第24部 第13話「無念晴らした仇討ち旅 -高鍋-」（1995年12月11日）- 矢富典膳
    - 第25部 第27話「父を殺した男の真実 -高田-」（1997年6月30日）- 下戸大膳
    - 第26部 第16話「帰らぬ兄は天神様 -太宰府-」（1998年6月1日）- 益田内蔵助

  - 大岡越前
    - 第9部 第22話「雪絵 誘拐危機一髪」（1986年3月24日）- 広瀬右一郎
    - 第10部 第23話「臆病風を吹き飛ばせ！」（1988年8月7日）- 小田切玄之介
    - 第12部 第11話「娘が消えた化け物屋敷」（1991年12月23日）- 都築権十郎
    - 第13部 第26話「江戸を守った大岡裁き」（1993年5月10日）- 平戸屋
- 十手無用 九丁堀事件帖 第24話「二人清三郎」（1976年、NTV／東映）
- 大都会 闘いの日々 第9話「解散」（1976年、NTV／石原プロ）- 村井哲夫（山辰組幹部）
- 破れ傘刀舟 悪人狩り 第88話「百年目の逃亡者」（1976年、NET／三船プロ）- 牧野日向守
- 同心部屋御用帳 江戸の旋風II 第11話「古い傷あと」（1976年、CX／東宝）
- 大江戸捜査網 （12ch／三船プロ）
  - 第251話「用心棒の逆襲」（1976年）- 鹿島正三郎
  - 第304話「裏切りの殺人計画」（1977年）- 青山三隈
  - 第343話「泥沼に咲いた女郎花」（1978年）- 正田左近
  - 第361話「白州に咲いた母子草」（1978年）- 町奉行
  - 第380話「殺しを呼ぶひつじ年の娘」（1979年）- 滝山兵庫
  - 第457話「おんな蟻地獄」（1980年）- 脇坂刑部
  - 第564話「新登場 炎のおんな隠密」（1982年）- 右源太
  - 平成版第2シリーズ23話「隠密同心最後の闘い!」（1992年）- 田沼意次
- 必殺シリーズ（ABC／松竹）
  - 必殺からくり人 第3話「賭けるなら女房をどうぞ」（1976年）- 備前屋
  - 必殺からくり人・血風編 第10話「とらぬ狸の紅い舌」（1977年）- 塚原兵衛
  - 必殺からくり人・富嶽百景殺し旅 第6話「本所立川」（1978年）- 神尾主水正
- 遠山の金さん 第1シリーズ 第51話「夕陽に燃えた必殺剣」（1976年、NET／東映）- 坂口平三郎
- 新・二人の事件簿 暁に駆ける 第14話「女子高校生、悪い遊び」（1976年、ABC／大映テレビ）- 梅津正
- 桃太郎侍 （1976年 - 1978年、NTV／東映）- 御用聞き・文七親分（第27話～）
  - 第6話「お鶴が渡る隅田川」（1976年）- 上州鉄
  - 第27話
  - 第28話
  - 第31話
  - 第33話〜第35話
  - 第38話〜第40話
  - 第43話
  - 第47話
  - 第49話
  - 第51話
  - 第52話
  - 第54話
  - 第56話
  - 第57話
  - 第59話
  - 第61話
  - 第63話〜第65話
  - 第69話
  - 第71話
  - 第74話〜第79話
  - 第81話
  - 第83話〜第89話
  - 第91話
  - 第93話〜第97話
  - 第99話〜第102話 - 御用聞き・文七親分
- 駆けろ!八百八町 第7話「怪物与力が笑うとき」（1977年、NET／東映）
- 野望（1977年、ANB／東映）- 蛇沼幸次郎
- 大追跡 第6話「ワルは眠らせろ」（1978年、NTV／東宝）- 会田健三
- 大空港 第11話「ライン河の追跡」（1978年、CX／松竹）- 小杉和平
- 暴れん坊将軍 （ANB／東映）
  - 吉宗評判記 暴れん坊将軍
    - 第38話「黒潮の渦を斬る女」（1978年）- 山根暁雲斉
    - 第64話「槍を持つ手に一番纏」（1979年）- 大木半左衛門

  - 暴れん坊将軍II
    - 第19話「妻は長良のひと柱」（1983年）- 大野善兵衛（坂野四郎兵衛）
    - 第143話「悲願! お小夜アイヤぶし」（1986年）- 山犬主水
    - 第191話「大暴れ! しばし名残りの二人旅」（1987年）- 立花佐渡

  - 暴れん坊将軍III
    - 第10話「逆転! 必死の王手飛車取り」（1988年）- 兜木利靖

  - 暴れん坊将軍IX
    - 第28話「江戸城大揺れ!! 吉宗ついに結婚か…」（1999年）- 井上大和守正峯
- チェックメイト78 第17話「警部と死の同窓会」（1978年、ABC／テレパック）
- 明日の刑事 第54話「わが子よ!」（1978年、TBS／大映テレビ）
- Gメン'75 第166話「女医の告白」（1978年、TBS／東映）- 織田（警視庁公安七課警部）
- 判決（1978年 - 1979年、ANB）- 島村検事
- 特捜最前線 （ANB／東映）
  - 第97話「追跡I・白銀に消えた五億円!」・第98話「追跡II・愛と死の大雪原!」（1979年）- 国友武治
  - 第504話「早春の伊豆・迷路に墜ちた愛」（1987年）- 村岡俊介
- 大都会 PARTIII 第21話「東京私設警察」（1979年、NTV／石原プロ）- 桐原大造
- 柳生一族の陰謀（KTV／東映）
  - 第5話「人質救出指令」（1978年）- 大野木弾正
  - 第39話「さらば! 柳生」（1979年）- 柳生折堂
- 鉄道公安官 第17話「東京－隠岐・犯罪特急」（1979年、ANB／東映）- 高木主任
- 土曜ワイド劇場（ANB）
  - 東京空港殺人事件（1977年、東映）
  - 京都殺人案内・花の棺（1979年、ABC／松竹）- 松井理事
  - 松本清張の紐・恐怖の大回転遊覧車（1979年、松竹）
  - 山口線「貴婦人号」SL殺人トリック 哀しい汽笛が津和野に響く（1982年、大映テレビ)
  - 事件8 「姑を殺した女!」（2000年）※遺作
- 赤穂浪士 （1979年、ANB／東映）- 井関数左衛門
- 新五捕物帳（1979年 - 1980年、NTV／ユニオン映画）
  - 第58話「ふきっ溜りの青春」（1979年）- 同心・山田
  - 第63話「遠い春の親子花」（1979年）- 同心・大崎
- 長七郎天下ご免! 第1話「日本晴れ大江戸囃子」（1979年、ANB／東映）- 笹木源八郎
- 大捜査線 （1980年、CX／ユニオン映画）第1話「撃て!加納明」-警視庁小松刑事　第12話「路上の結婚式」～第30話「ひとつの愛が死んで…」- 中林雅彦刑事
- 大捜査線シリーズ 追跡（1980年、CX／ユニオン映画）第31話「暴走デカ!原宿えれじい」～第42話「君は人のために死ねるか」- 中林雅彦刑事
- 江戸の牙 第25話「瓦版 醜聞を追え!」（1980年、ANB／三船プロ）- 寺岡祥風
- 鬼平犯科帳 (萬屋錦之介) 第1シリーズ 第11話「剣客」（1980年、ANB）- 石坂太四郎
- 闇を斬れ 第7話「女色男色乱れ僧」（1981年、KTV／松竹）- 丹阿弥宗達
- 同心暁蘭之介 （1981年、CX／杉友プロ）- 鏑木蔵人
- 影の軍団III 第1話「二つの顔の男」（1982年、KTV／東映）- 小野次郎右衛門
- 源九郎旅日記 葵の暴れん坊（ANB／東映）
  - 第1話「燃えろ! 天下の風雲児」（1982年） - 堀田正衡
  - 第36話「奥能登にかけた蜃気楼」（1983年） - 間柴時久
- ザ・ハングマン （ABC／松竹芸能）
  - ザ・ハングマンII 第12話「ギャラは人妻! 売れっ子評論家を吊せ」（1982年） - 大和田史生（経済評論家）
  - 新ハングマン 第1話「令嬢を情婦に堕した悪徳署長」（1983年） - 三沢惟幸（城西警察署署長）
- 眠狂四郎円月殺法 第12話「月光けもの谷暗殺剣 -掛川の巻-」（1983年、TX） - 残間軍兵衛
- 大奥 第50話「動乱に挑む女」（1983年、KTV／東映） - 稲葉正己
- 松平右近事件帳 第48話「十手に賭けた命」（1983年、NTV／ユニオン映画） - 秋月左門
- 新・松平右近 第1話「稲荷小路に春が来た!」（1983年、NTV／ユニオン映画） - 鏑木多門
- 長七郎江戸日記（NTV／ユニオン映画）
  - 第1シリーズ
    - 第2話「風流献上鷹始末」（1983年） - 外山佐仲
    - SP3「柳生の陰謀」（1984年） - 山科勘解由
    - SP5「母は敵か?!正雪の陰謀」（1985年） - 小泉出羽守

  - 第2シリーズ SP3「一心太助とご落胤・男一匹ここにあり」（1988年） - 尾花若狭守勝茂
  - 第3シリーズ 第21話「罠に掛った長七郎」（1991年） - 神保山城守
- 流れ星佐吉 第16話「一服盛って大掃除」（1984年、KTV）
- 誇りの報酬 第27話「芹沢刑事・絶体絶命!」（1986年、NTV／東宝）
- 若大将天下ご免! （ANB／東映）
  - 第4話「悲しい舟を漕ぐ女!」（1987年） - 剛三
  - 第24話「初恋探し上州路!」（1987年） - 松永猪十郎
- 隠密・奥の細道 第1話「水戸光圀を殺せ!」（1988年、TX／G・カンパニー）
- 名奉行 遠山の金さん（ANB／東映）
  - 第1シリーズ 第2話「女盗賊の三つの謎」（1988年） - 般若の仁平次
  - 第2シリーズ 第23話「江戸ゆきさん殺人事件」（1989年） - 武蔵屋
  - 第4シリーズ 第3話「神隠しから戻った美女」（1991年） - 西国屋藤兵衛
  - 第5シリーズ
    - 第1話「桜吹雪が泣いた!」（1993年） - 森谷美濃守
    - 第30話「恐怖!地震があばいた悪の顔」（1993年） - 木曽屋宗兵衛

  - 第6シリーズ 第11話「復讐の女絵草子」（1994年） - 大野魁翁
  - 第7シリーズ 第3話「白い花の恐怖 悪徳医師の陰謀」（1995年）- 六文字屋甚兵衛
- 鬼平犯科帳 第1シリーズ 第9話「兇賊」（1989年、CX／松竹）- 網切の甚五郎
- 三匹が斬る! シリーズ（ANB／東映）
  - 続・三匹が斬る! 第14話「人質の、母娘が送る流人舟」（1989年）- 香山伊賀守
  - 新・三匹が斬る! 第15話「妖怪の、カッパ退治は美女と道づれ」（1992年）- 善右衛門
- 追いつめる！（1989年、CX  ）
- 勝手にしやがれヘイ!ブラザー 第8話（1989年、NTV／セントラル・アーツ）- 阿東
- お江戸捕物日記 照姫七変化 第8話「丁半!もろ肌脱ぎ!」（1990年、CX／東映）
- 江戸中町奉行所 第1シリーズ 第13話「我楽多たちの最後の賭け！」（1990年）- 竹形甚太夫
- 銭形平次（CX／東映）
  - 第1シリーズ 第11話「水底の鐘」（1991年）- 井筒屋
  - 第2シリーズ 第10話「まぼろしの女」（1992年）- 若狭屋
- 喧嘩屋右近 （1992年 - 1994年、TX／松竹）- 岡っ引きの忠治
- 将軍家光忍び旅II 第3話「憎しみの荒野に佇む女」（1992年、ANB／東映）- 太郎左
- 半七捕物帳 第1話「仏の半七鬼になる！」（1992年、NTV）- 牧野宗阿弥
- 闇を斬る!大江戸犯科帳 第1話「闇奉行誕生!」（1993年、NTV／ユニオン映画）- 堀口天源
- 付き馬屋おえん事件帳 スペシャル「散る花 咲く花 吉原と大奥の光と影!」（1993年、TX／松竹）- 美濃部筑前守
- 江戸の用心棒 第21話「赤さび侍夫婦の絆」（1995年）- 八代隼人正
- 月曜ドラマスペシャル（TBS）
  - 森村誠一サスペンス 「夜の虹」（1996年）
  - 十津川警部シリーズ17 「越後・会津殺人ルート」（1999年）- 仙堂肇
- 金曜エンタテイメント／平成10年度文化庁芸術祭参加作品 「うらぼんえ」（1998年、KTV）

### バラエティ番組
- 1981年 新説髷物ミュージカル 御存知!清水次郎長（TBS）- 法印大五郎

### 舞台
- 遠山の金さん
- 喧嘩屋右近
- 1990年 初春杉良太郎特別公演・大石内蔵助（新歌舞伎座）- 大野九郎兵衛
- 1990年 初春杉良太郎特別公演・清水次郎長（新歌舞伎座）- 江尻の大熊

### 吹き替え
- バート・ランカスター
  - 1977年 OK牧場の決斗（日本テレビ版）- ワイアット・アープ
  - 1979年 カサンドラ・クロス（日本テレビ版）- マッケンジー
  - 1981年 ドクター・モローの島（日本テレビ版1）- ドクター・モロー
- 1981年 決闘の町 - カート（演：プレストン・フォスター）